# Power of Soul
Pistes de Band of Gypsys
Changes Message of Love
Power of Soul est une chanson du musicien et chanteur américain Jimi Hendrix et interprétée avec sa formation Band of Gypsys composée du batteur Buddy Miles et du bassite Billy Cox. Elle apparait pour la première fois sur l'album live Band of Gypsys en mars 1970 sous le nom de Power to Love.

## Historique et enregistrements
La chanson est présentée par la nouvelle formation de Jimi Hendrix, Band of Gypsys lors des quatre concerts du 31 décembre 1969 et du 1er janvier 1970 au Fillmore East à New York à raison de deux concerts par soir, tous enregistrés. A l'exception du second concert du 31 décembre, elle est jouée à chaque fois, et c'est l'interprétation issue du quatrième concert qui est par la suite retenue par Jimi pour figurer sur son quatrième album Band of Gypsys. La version du troisième concert apparait en 1999 dans l'album posthume Live at the Fillmore East, puis l'intégralité des concerts dans le coffret Songs for Groovy Children : Live at the Fillmore East en 2019.
Tandis que le Band of Gypsys retourne plusieurs fois en studio pour travailler son répertoire et enregistrer le single Stepping Stone/Izabella, Jimi s'occupe en parallèle la sélection des chansons des concerts au Fillmore East et du mixage avec son fidèle ingénieur du son Eddie Kramer aux studios Juggy Sound. Les séances consacrées au mixage se déroulent les 14, 15, 16, 19 et 21 janvier, puis les 2, 5, 14, 15, 16 et 17 février 1970 et se terminent après la séparation du Band of Gypsys après un mauvais concert début février. Lors de la séance de mixage du 14 février, Eddie Kramer remplace une courte partie de guitare sur laquelle Jimi était désaccordée par la copie d'une autre où il était juste.
Entre-temps, pendant les séances de mixages et avant la séparation du Band of Gypsys, la chanson est travaillée et enregistrée aux studios Record Plant le 21 janvier 1970 et le 3 février 1970, puis mixée le 22 août 1970 dans les nouveaux studios Electric Lady par Eddie Kramer dans le cadre des sessions de l'album First Rays of the New Rising Sun. Non conservée pour la version finale de l'album (car elle existait déjà sur l'album Band of Gypsys) qui ne sortira qu'en 1997 bien des années après la mort de Jimi, cette version sera par la suite travaillée post-mortem en 1974 par le producteur Alan Douglas en réenregistrant les parties instrumentales pour une parution dans l'album posthume controversé Crash Landing sous le nom de With the Power. L'enregistrement d'origine sera réutilisé deux fois par Eddie Kramer pour les albums posthumes South Saturn Delta en 1997 et Both Sides of the Sky en 2018 (dans un nouveau mixage).

## Analyse des paroles
L'expression Power of Soul est tirée directement du refrain : 
« With the power of soul, anything is possible
(Avec le pouvoir de l'âme, tout est possible) »
Dans l'univers musical d'Hendrix, les sentiments que l'on peut ressentir seront toujours plus forts que le plaisir de la jouissance matérielle immédiate. Le narrateur demande à sa chérie de redescendre sur terre et de "recueillir les vagues de la réalité". Le second couplet sonne comme un avertissement : 
« Flotter chaque jour et chaque nuit est un risque, parfois le vent n'est pas bon. »
Autrement dit, il peut vous conduire là où vous ne souhaitez pas aller.

## Structure musicale
L'introduction jouée par la guitare en son clair est un retour aux sources vers les racines noires d'où viennent les membres du trio. Le guitariste fait une démonstration de son phrasé subtil suivit du riff principal de la chanson. Puis, le guitariste se lance dans un jeu hard, avec un son saturé accompagné de l'effet wah-wah tandis que Buddy Miles frappe avec puissance et Billy Cox mène le rythme avec sa basse. Quelques mesures plus tard, la guitare de Jimi retourne au son clair, le trio prend un accompagnement musical plus modéré et funk. On peut comparer entre Buddy et Mitch Mitchell (batteur de l'ancien trio de Jimi Hendrix) sur cette chanson : alors que Mitch souligne les jeux de guitare de Hendrix par sa caisse claire, celui de Buddy reste impassible et maintient le rythme sans discontinuité. Le couplet se poursuit par la reprise du riff principal et par le refrain chanté par Buddy Miles et Billy Cox (vers 2:26). 
Hendrix interprète ensuite un nouveau jeu solo saturé et toujours accompagné par l'effet wah-wah. Il maintient une intensité grâce la puissante basse de Billy qui tourne en boucle. Mais la batterie de Buddy reste trop statique et n'arrive par à relancer le guitariste vers d'autres styles comme l'aurait fait Mitch. Un mauvais montage vers 3:49 abrège brutalement pour revenir directement vers un son clair, tandis que la résonance de la batterie est brutalement coupée et le début de la première phrase du couplet suivant est coupé.
L’ultime couplet est joué dans un style funky et baisse progressivement de régime, avant de revenir en force. Avant le refrain, Buddy chante "la la la" (à 5:31) et Jimi lui répond (à 6:02). La chanson se termine sur le riff et les applaudissements du public du Fillmore East.

## Equipe technique
- Jimi Hendrix : chant, guitare, production (sous le nom de Heaven Research)
- Buddy Miles : batterie, chant
- Billy Cox : basse, chœurs
- Wally Heider : ingénieur du son (assisté par Jim Robertson)
- Eddie Kramer et Jimi Hendrix : mixage (assistés par Kim King)